# Kokatalyzátor
Kokatalyzátor je takový katalyzátor, který je použit společně s jiným katalyzátorem/y. 
Reakce, při nichž se používají kokatalyzátory, probíhají obecně takto:
A + B + K1 + K2 → AB + K1 + K2 nebo:
A + B + K1 + K2 → C + D + K1 + K2,
kde A a B jsou výchozí látky (reaktanty); AB, C a D jsou produkty reakce a K1 a K2 jsou kokatalyzátory. Obdobně probíhají reakce více látek nebo s více kokatalyzátory.

## Příklady
Triethylhliník se používá jako kokatalyzátor při průmyslové výrobě polyethylenu a alkoholů se středně dlouhými řetězci.
Chlorid měďnatý je používán jako kokatalyzátor společně s chloridem palladnatým ve Wackerově procesu. Zde se ethen (ethylen) převádí na ethanal (acetaldehyd) pomocí vody a vzduchu. Při reakci se PdCl2 redukuje na elementární palladium, CuCl2 ho oxiduje zpět na PdCl2. Vzduch pak oxiduje výsledný chlorid měďný zpět na chlorid měďnatý, čímž se cyklus uzavře.
1. C2H4 + PdCl2  + H2O  → CH3CHO  + Pd + 2 HCl
2. Pd + 2 CuCl2  → 2 CuCl + PdCl2
3. 4 CuCl + 4 HCl + O2 → 4 CuCl2 + 2 H2O

Celý proces lze zapsat takto:
2 C2H4 + O2 → 2 CH3CHO